# Raymond Ferréol Lespinasse
Pour les articles homonymes, voir Lespinasse.
Raymond Ferréol Lespinasse est un homme politique français né le 24 novembre 1811 à Moissac (Tarn-et-Garonne) et décédé le 19 novembre 1899 à Moissac.

## Biographie
Avocat, il est député de Tarn-et-Garonne de 1871 à 1876, siégeant à droite, inscrit à la réunion des Réservoirs.

## Sources
- « Raymond Ferréol Lespinasse », dans Adolphe Robert et Gaston Cougny, Dictionnaire des parlementaires français, Edgar Bourloton, 1889-1891 [détail de l’édition]
- Jean Jolly (dir.), Dictionnaire des parlementaires français, Presses universitaires de France